# Rami Malek
Rami Said Malek (angleško: /ˈrɑːmi ˈmælɪk/;  arabsko رامي سعيد مالك), ameriški igralec, * 12. maj 1981, Los Angeles, Kalifornija, ZDA.
V mednarodnem merilu je zaslovel z vlogo hekerja Elliota Aldersona v televizijski seriji Mr. Robot (2015-2019).
Leta 2018 je v filmu Bohemian Rhapsody upodobil Freddieja Mercuryja in prejel oskarja, nagrado zlati globus in nagrado britanske akademije za najboljšega igralca. Je prvi igralec egipčanskega porekla, ki je prejel Oskarja za najboljšega igralca. Revija Time je Maleka leta 2019 uvrstila na seznam 100 najvplivnejših ljudi na svetu. 
Malek se je rodil v Torranceu v Kaliforniji staršem egiptovskim priseljencem, študiral je gledališče na univerzi Evansville v Indiani. Svojo igralsko kariero je začel z igrami po gledališčih v New Yorku, preden se je vrnil v Los Angeles, kjer je našel stranske vloge na filmu in televiziji, med drugim v sitkomu Fox The War at Home (2005–2007), miniseriji HBO The Pacific (2010), in filmska trilogija Noč v muzeju (2006–2014). Leta 2021 je nastopil v glavni vlogi v kriminalki Malenkosti (The Little Things) in v najnovejšem James Bond filmu Ni čas za smrt (No Time to Die).